# Transavia PL-12
Die Transavia PL-12 Airtruk ist ein von der australischen Firma Transavia Corporation hergestelltes einmotoriges Landwirtschaftsflugzeug.

## Beschreibung
Die Firma Transavia entwickelte die bereits 1960 entstandene Bennett Airtruck weiter. Das Flugzeug ist speziell für den Einsatz in Australien und Neuseeland konstruiert. Die Arbeitsbreite bei einer Befliegung betrug bis zu 32 m. Der Chemikalientank fasste 818 l. Durch die Ausführung mit zwei weit auseinanderliegenden Leitwerksträgern konnte ein Lkw zur Beladung von hinten an den Rumpf heranfahren. Das Flugzeug war in der Lage, auf kleinen unbefestigten Flugplätzen zu starten und zu landen. Im hinteren Teil des Rumpfes befand sich eine Kabine mit zwei Sitzen für Hilfspersonal. Der Erstflug des Prototyps fand am 22. April 1966 statt. Die Serienproduktion begann in November 1966.

## Versionen
- PL-12 U Flying Mango

Die Transavia PL-12 U Flying Mango hatte einen vergrößerten Rumpf und konnte außer dem Piloten bis zu vier Personen befördern. Dabei saß ein Passagier mit dem Rücken zum Piloten, drei weitere Passagiere saßen in einer Kabine unterhalb des Cockpits. Nach dem Ausbau der Passagiersitze konnte die Maschine als Frachtflugzeug mit einer Nutzlast von 680 kg eingesetzt werden. Auch eine Verwendung als Sanitätsflugzeug mit zwei Sitzplätzen und Platz für zwei Tragen war möglich. Ferner wurde der Einsatz als Luftbildmaschine, Aufklärungsflugzeug, Verbindungsflugzeug und Erdkampfunterstützer angeboten.
Der Erstflug der PL-12 U war am 18. Dezember 1970. Die Serienproduktion begann 1975.

## Konstruktion

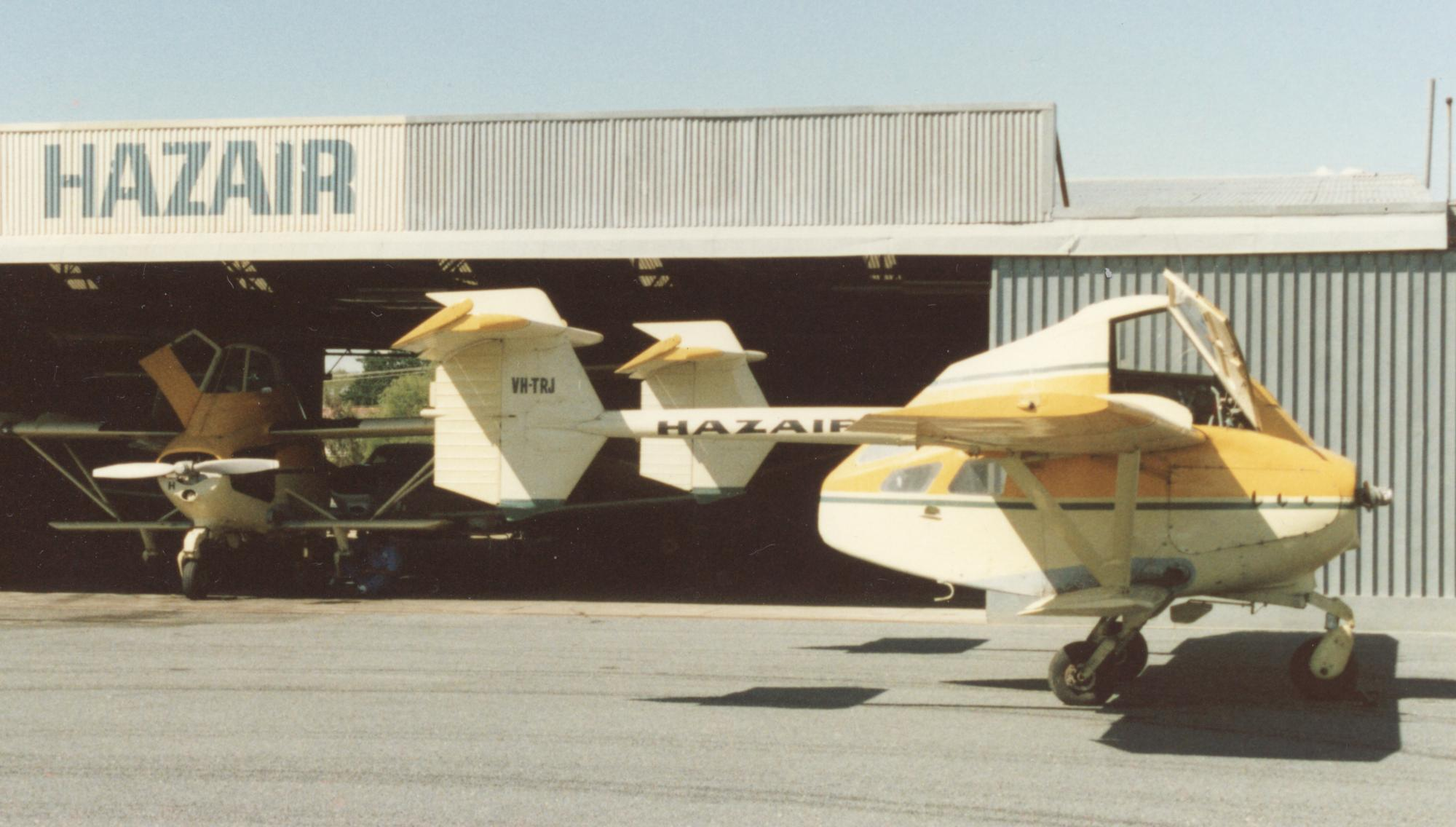
PL12 Airtruk

Das Flugzeug war ein abgestrebter Anderthalbdecker in Ganzmetallbauweise. Der Rumpf bestand aus einer Gondel in Stahlrohrbauweise. Das Flugzeug hat ein starres Bugradfahrwerk mit hydraulisch betätigten Scheibenbremsen. Unter den Seitenflossen war jeweils ein Notsporn angebracht. Die Landeklappen hatten die Stellungen 0°, 13° und 30°. Auf dem oberen Flügel war ein Grenzschichtzaun angebracht. Zur Verbesserung der Sicht war das Cockpit oberhalb des Triebwerks angeordnet. Das Leitwerk bestand aus zwei Teilen. Jedes Teil saß an einem Leitwerksträger, der mit einer Tragfläche verbunden war. Die Höhenruder waren an den Leitwerken nach oben versetzt. Die PL-12 U konnte mit Schwimmern ausgerüstet werden.

## Technische Daten
| Kenngröße            | Daten                                                                     |
| -------------------- | ------------------------------------------------------------------------- |
| Besatzung            | 1                                                                         |
| Passagiere           | 2 (PL-12 U: 4)                                                            |
| Länge                | 6,4 m                                                                     |
| Spannweite           | 12,0 m                                                                    |
| Höhe                 | 2,7 m                                                                     |
| Flügelfläche         | 23,8 m²                                                                   |
| Flügelstreckung      | 6,1                                                                       |
| Leermasse            | 820 kg                                                                    |
| max. Startmasse      | 1850 kg                                                                   |
| Reisegeschwindigkeit | 215 km/h                                                                  |
| Dienstgipfelhöhe     | 6890 m                                                                    |
| Reichweite           | 610 km                                                                    |
| Triebwerk            | ein luftgekühlter Boxermotor Continental IO-520-D mit 220 kW (ca. 300 PS) |